# Paravóla
Paravóla (Paravola) är en ort i Grekland.   Den ligger i prefekturen Nomós Aitolías kai Akarnanías och regionen Västra Grekland, i den centrala delen av landet, 200 km väster om huvudstaden Aten. Paravóla ligger 58 meter över havet och antalet invånare är 1 118. Den ligger vid sjön Límni Trichonída.
Terrängen runt Paravóla är varierad. Runt Paravóla är det ganska glesbefolkat, med 31 invånare per kvadratkilometer. Närmaste större samhälle är Agrínio, 9,8 km väster om Paravóla. 